# Mithuna

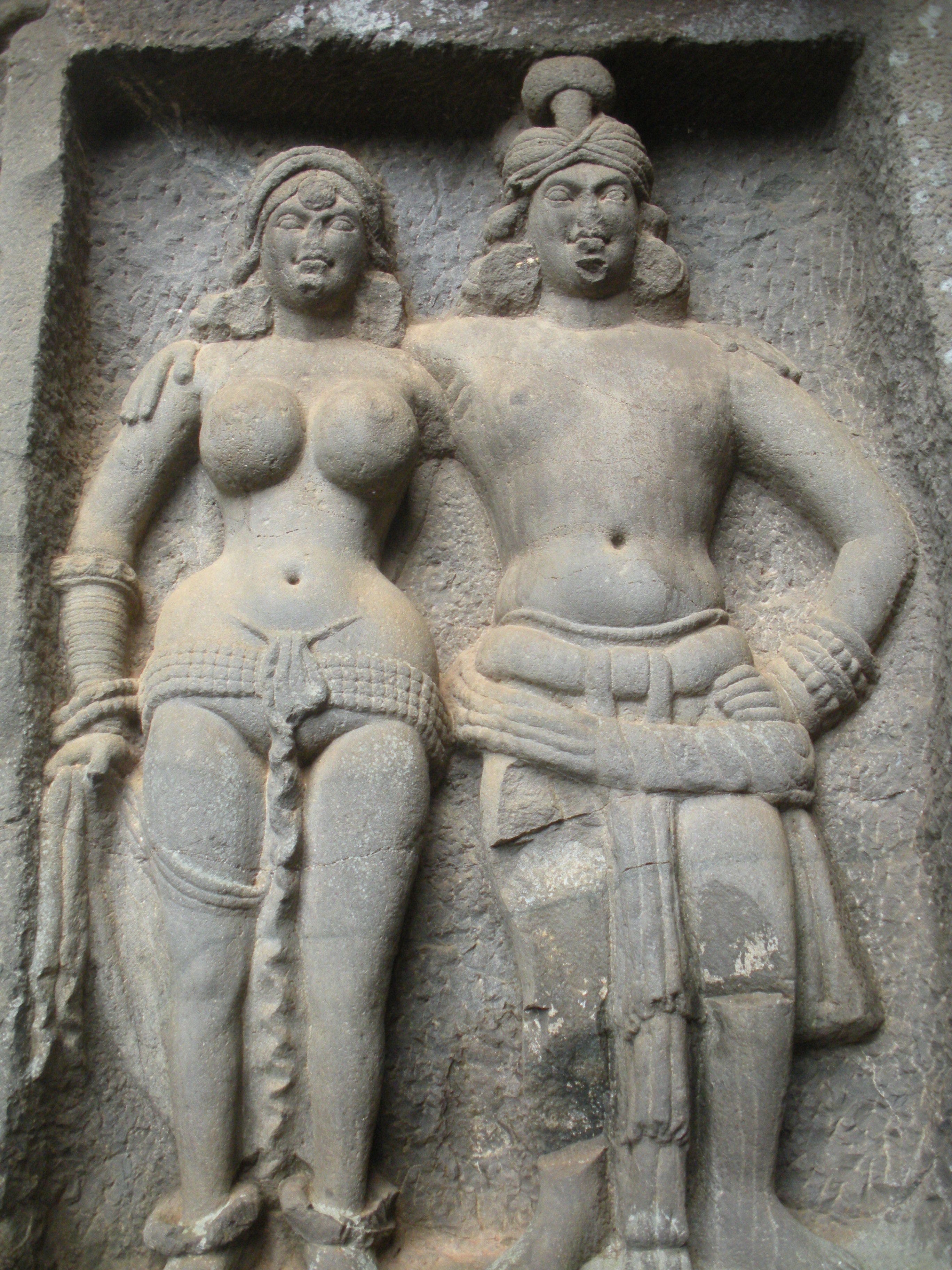
Mithuna im Eingangsbereich des buddhistischen Höhlentempels von Karli (2./3. Jh.)

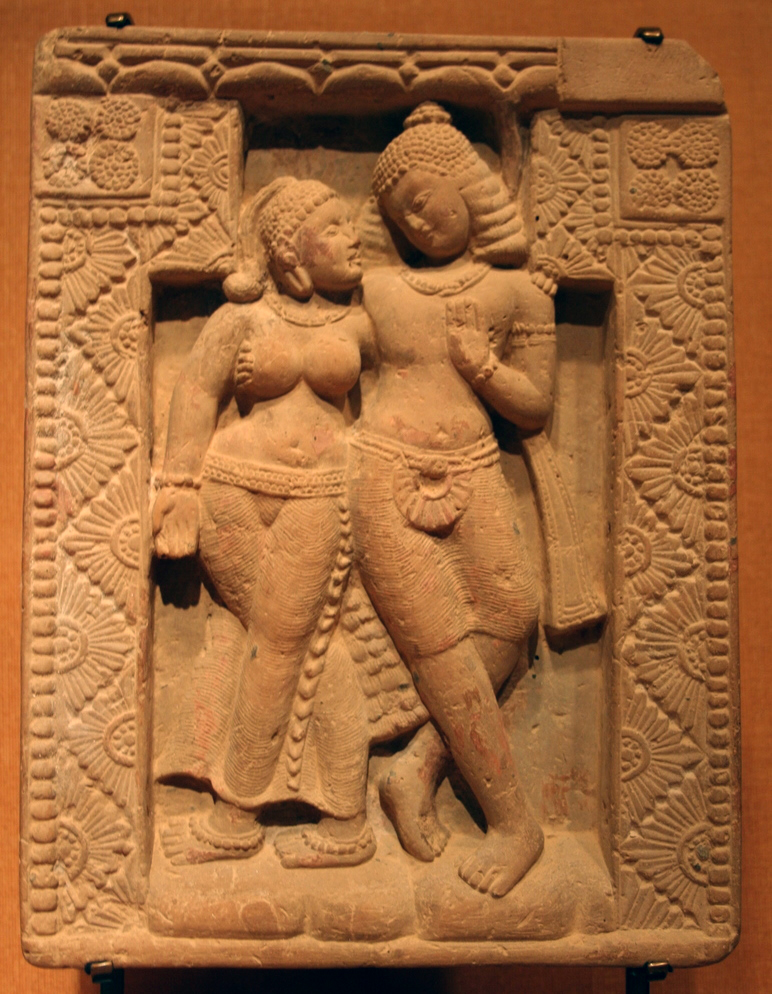
Mithuna der Gupta-Zeit (4./5. Jh.)

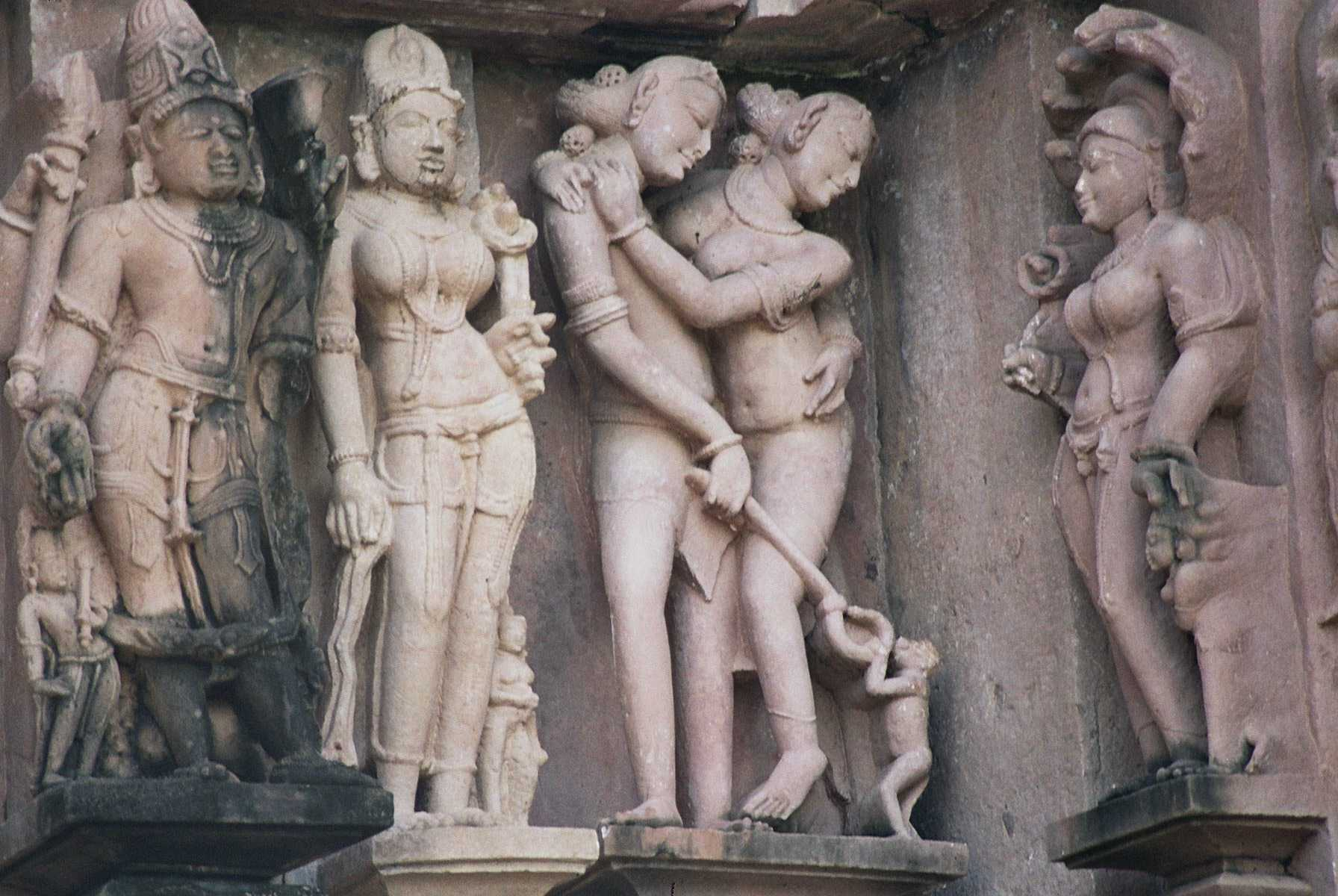
Liebespaar in Khajuraho (11. Jh.)

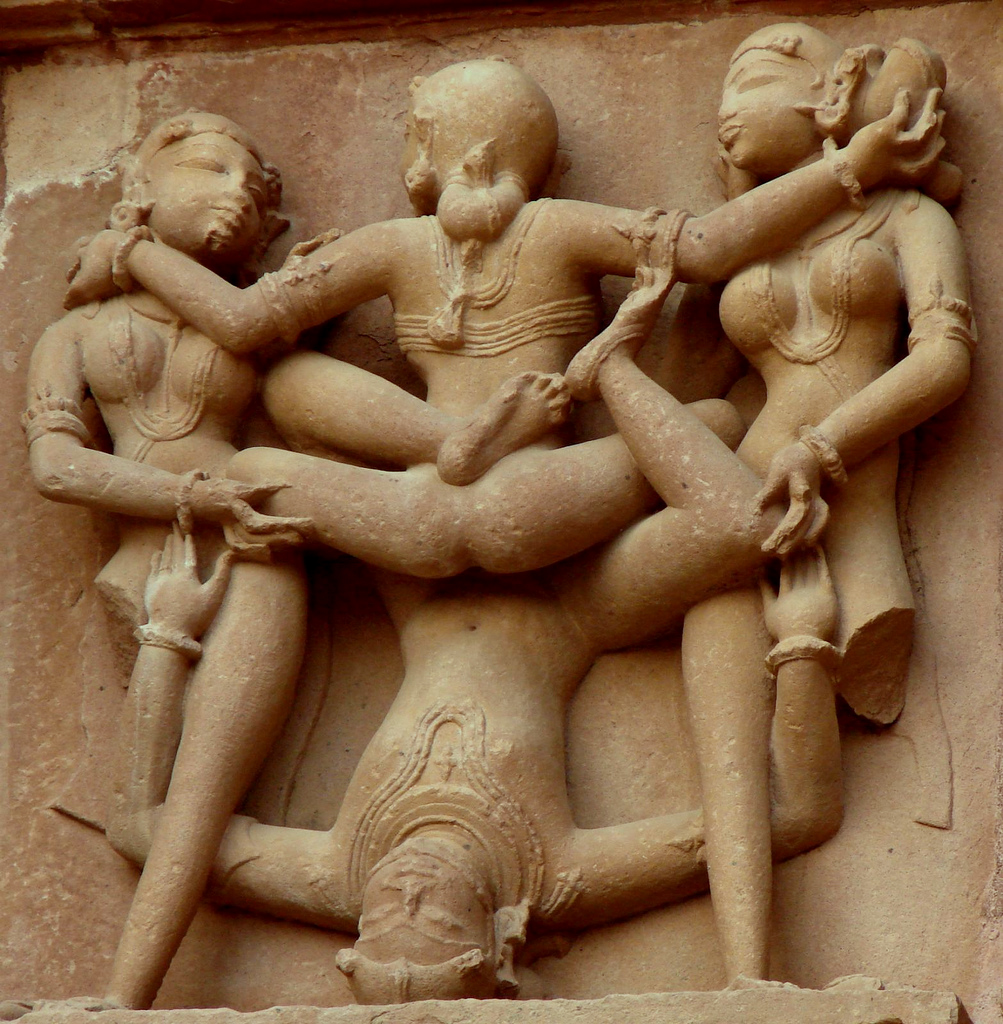
Erotische Szene in Khajuraho
(11. Jh.)

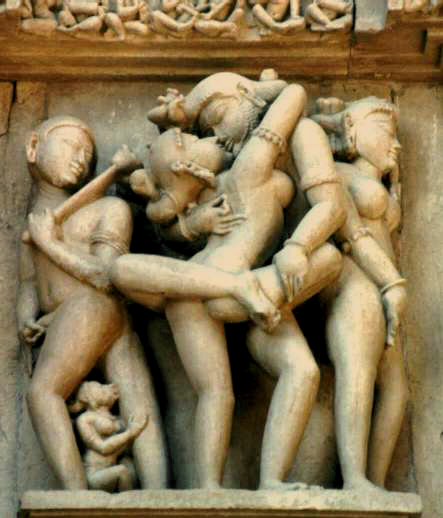
Erotische Szene in Khajuraho
(11. Jh.)

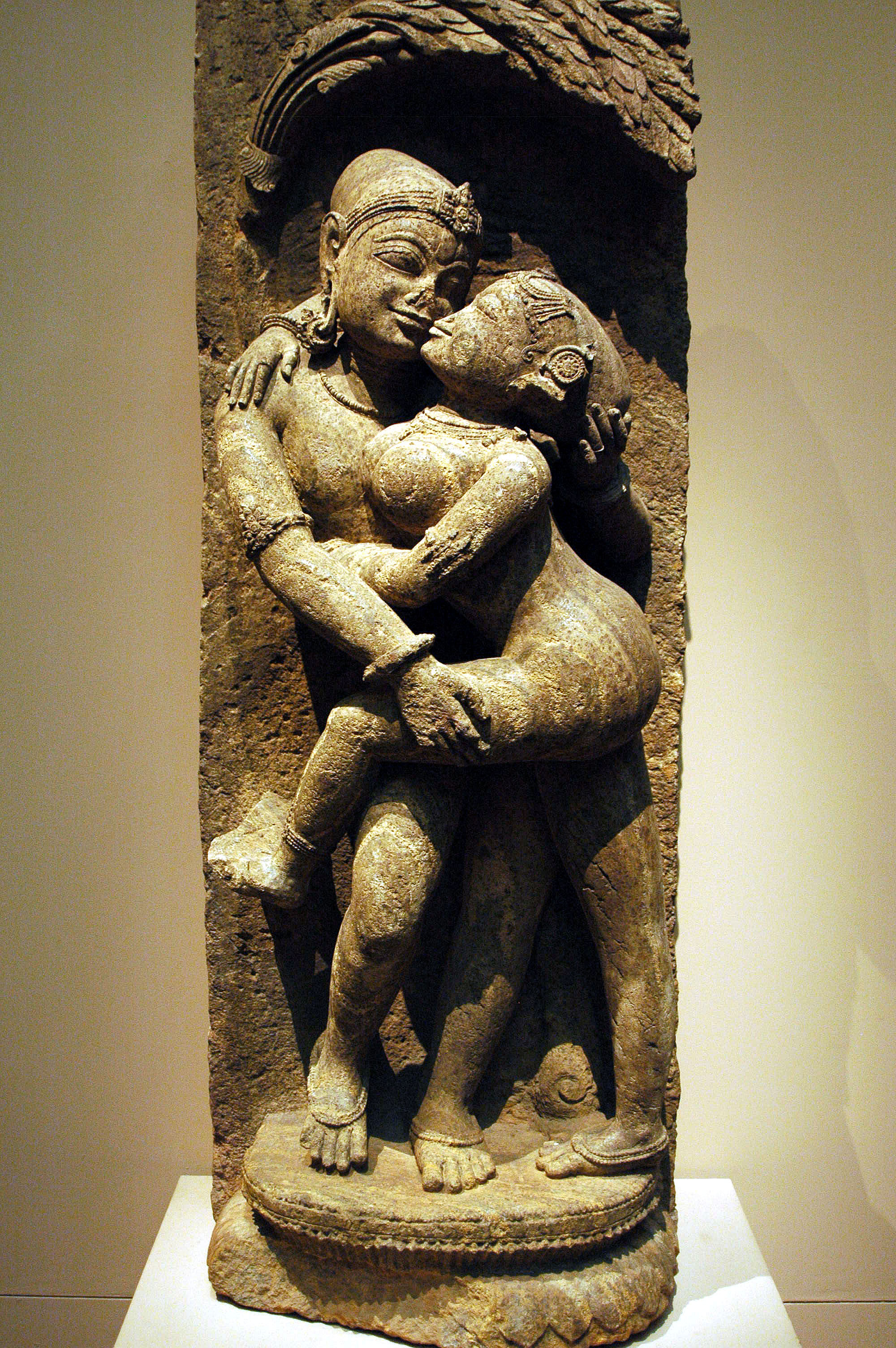
Liebespaar aus Orissa (13. Jh.)

Als Mithuna oder Maithuna (Sanskrit: मैथुन „Vereinigung“, „Paar“, „Hochzeit“, „Geschlechtsverkehr“) wird in der indischen Kunst ein „Himmlisches Liebespaar“ bezeichnet, das an buddhistischen, jainistischen oder hinduistischen (Höhlen-)Tempeln oder Toranas angebracht ist. Mithuna-Skulpturen sind über ganz Indien verbreitet; in Nordindien sind sie jedoch häufiger anzutreffen als im Süden des Landes.

## Geschichte
Seit dem 2. Jahrhundert v. Chr. finden sich Darstellungen von nebeneinanderstehenden oder -sitzenden Liebespaaren (z. T. auch auf Elefanten oder Stieren bzw. Büffeln reitend) als Reliefs oder auf Pfeilern bzw. Säulen der buddhistischen Stupas oder Höhlentempel (z. B. Bharhut, Amaravati, Bedsa, Karli u. a.). Etwas später tauchen sie zärtlich umschlungen an Portalfassaden auf (z. B. Karli). Jainismus und Hinduismus übernahmen sowohl die Motivik als auch die Art der Darstellung, die sich in den folgenden Jahrhunderten vor allem an hinduistischen Tempeln zu eindeutig erotischen Darstellungen fortentwickelten (z. B. Kalika-Mata-Tempel in Chittorgarh, Lakshmana-, Vishvanatha- und Kandariya-Mahadeva-Tempel in Khajuraho, Sas-Bahu-Tempel in Nagda u. v. a.).
Im Zuge der islamischen Eroberung Nordindiens wurden eine Vielzahl erotischer und anderer Bildwerke zerstört; neue Tempel wurden danach so gut wie nicht mehr gebaut. Erst in der Zeit der Mogul-Herrschaft entspannte sich die Situation ein wenig – für den Hof fertigten Maler und Zeichner eine Fülle erotischer Miniaturen an, denen jedoch jegliche religiös-philosophische Ebene fehlt.

## Kunst

### Malerei
Obwohl sich dergleichen nur selten erhalten hat, kann man davon ausgehen, dass auch viele gemalte Mithunas existiert haben. Die besterhaltenen finden sich in Ajanta (Höhle XVII), wobei jedoch festzustellen ist, dass diesen frühen Malereien jegliche erotische Komponente fehlt – stattdessen findet sich ein liebevolles Beieinandersitzen.

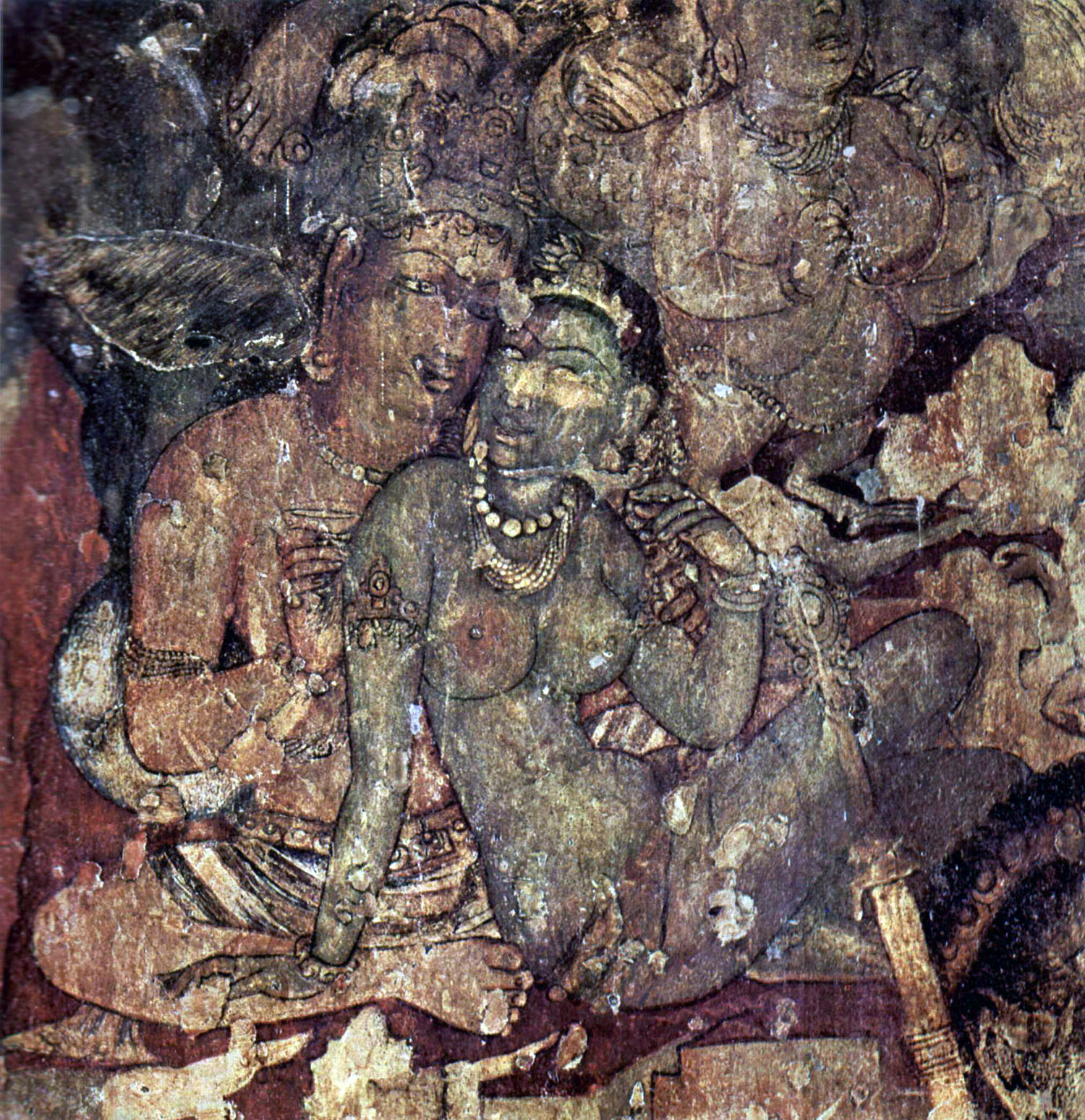
Ajanta (Höhle I) sitzendes Liebespaar
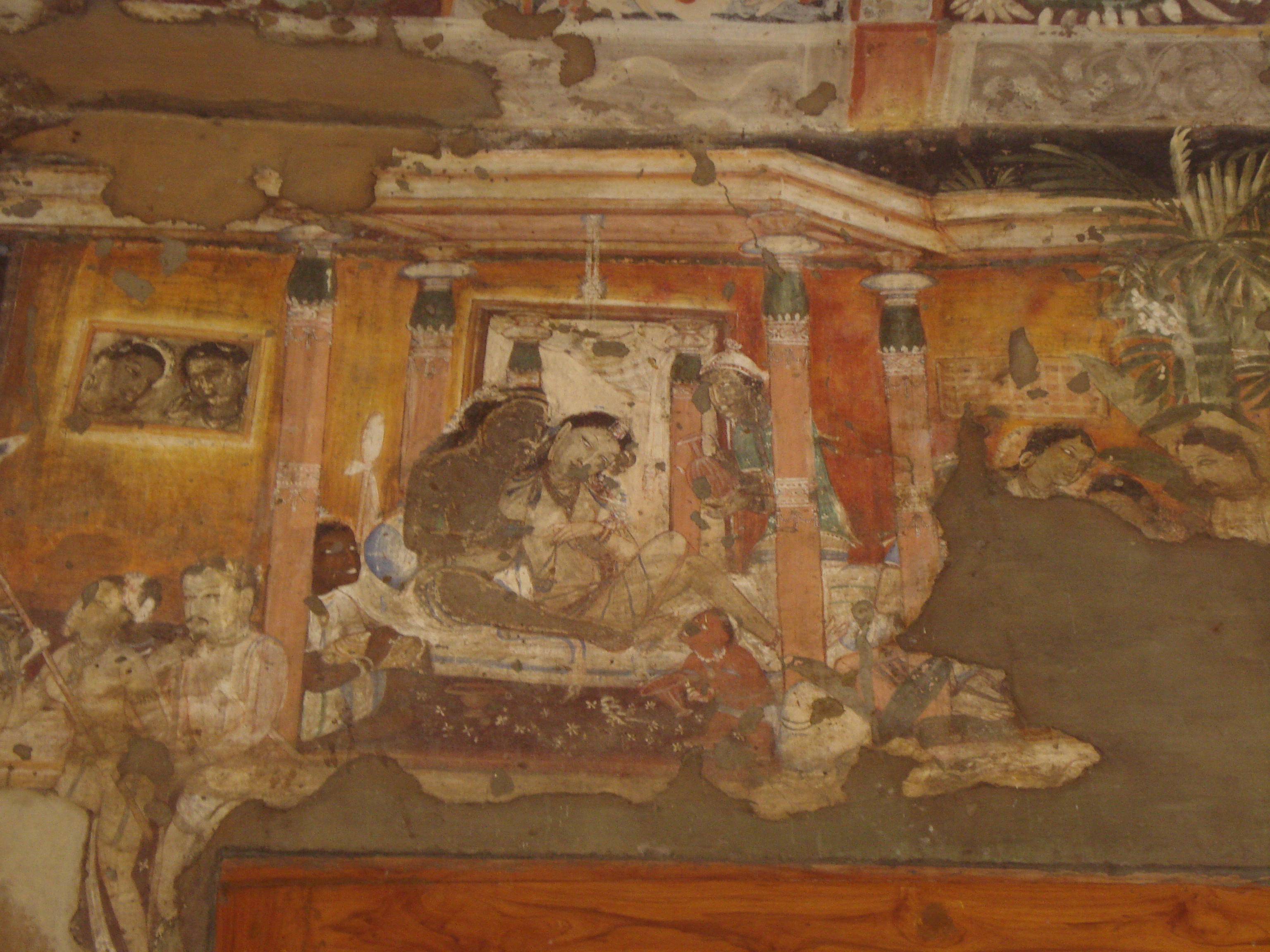
Ajanta (Höhle XVII) sitzendes Königspaar
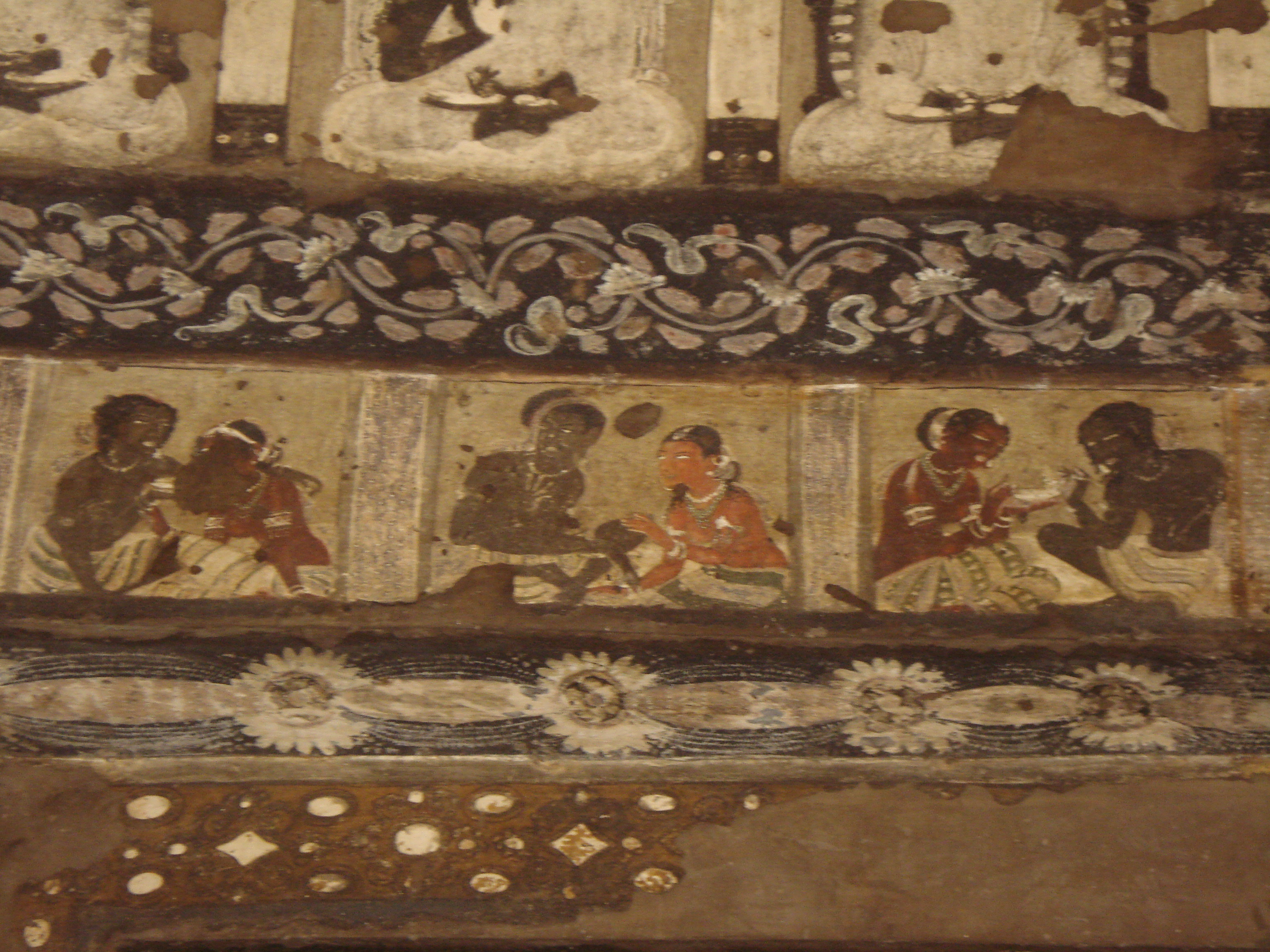
Ajanta (Höhle XVII) sitzende Paare

### Skulptur
Die erotischen Figuren Indiens entwickeln sich – wie die gesamte indische Bildhauerkunst – von frühen reliefartigen zu den nahezu vollplastischen Skulpturen der Blütezeit. Ob die in formaler Hinsicht realistischere Darstellungsweise auch auf den Inhalt übertragbar ist, ist eine vieldiskutierte aber nicht abschließend geklärte Frage.

## Interpretation
Eine Deutung der Mithunas kann im Wesentlichen auf drei Ebenen erfolgen:

### Liebe und Religion
Bei vielen Kulturen und kulturellen Praktiken liegen die Sphären von (Gottes-)Liebe, Ekstase, Trance, Sexualität und Religion nahe beieinander; im Rauschzustand können sexuelles und religiöses Empfinden gleichermaßen gesteigert werden. Doch nur in Indien hat dieses Denken bzw. Empfinden einen breiten künstlerischen Ausdruck gefunden (vgl. auch Kamasutra, Tantra, Bhakti).

#### Mithuna-Ritual
Maithuna-Ritual bedeutet die sexuelle Vereinigung in einem rituellen Kontext (spirituelle oder sakrale Sexualität). Ein Maithuna-Ritual wurde in Indien in den tantrischen Schulen der Kaulas (einer shivaitischen Schule des hinduistischen Tantra) und Shaktas (einer Schule des hinduistischen Tantras, die Shakti in den Vordergrund stellen und verehren) zelebriert und fand in der Gruppe statt.

### Vereinigung von Gegensätzen
Ein weiterer in den Mithunas angesprochener Themenkomplex ist die Suche nach der (Wieder-)Vereinigung von gegensätzlichen Prinzipien wie beispielsweise dem von Mann und Frau. Durch deren Vereinigung kann und soll ein Zustand überirdischer Harmonie erreicht werden, in welchem alle – vermeintlichen oder tatsächlichen – Gegensätze aufgehoben sind. Die Mithunas können somit als bildhafte Verwirklichung dieses Gedankens bzw. als Aufforderung oder Anregung zu dessen Nachahmung aufgefasst werden.

### Abwehr von Übel
Die meisten Mithuna-Paare sind an den Portalgewänden oder an den Außenwänden der Tempel angebracht; im Innern der Tempelbauten sind sie nur selten anzutreffen. Diese Platzierung macht eine unheilabwehrende (apotropäische) Funktion dieser Figuren wahrscheinlich – in Anwesenheit von Liebe und Erotik finden unheilvolle, d. h. dämonische oder zerstörerische Kräfte keinen Entfaltungsspielraum mehr.